# Kjetil Wæhler
Kjetil Wæhler, 16 mars 1976 à Oslo en Norvège, est un footballeur international norvégien. Il évolue au poste de défenseur central.

## Biographie

### Sélection de Norvège
Ce n'est que vers la fin de sa carrière que son talent est reconnu et qu'il peut accéder à la sélection norvégienne pour la première fois (à l'âge de 29 ans).
Il débute en sélection le 17 août 2005 à Oslo lors d'un match amical perdu (0-2) contre la Suisse.
Il est désormais titulaire indiscutable en défense centrale en sélection aux côtés de Brede Hangeland, et participe à la campagne de la qualification de la Norvège pour l'Euro 2012.

### Buts en sélection
| # | Date            | Lieu                   | Adversaire     | Score | Résultat | Compétition  |
| - | --------------- | ---------------------- | -------------- | ----- | -------- | ------------ |
| 1 | 10 octobre 2009 | Ullevaal Stadion, Oslo | Afrique du Sud | 1–0   | 1-0      | Match amical |

## Palmarès
Vålerenga IF
- Champion de Norvège (1) : 2005
- Vainqueur de la Coupe de Norvège (1) : 2008